# The New York Idea (film fra 1920)
The New York Idea er en amerikansk stumfilm fra 1920 af Herbert Blache.

## Medvirkende
- Alice Brady - Cynthia Karslake
- Lowell Sherman - John Karslake
- Hedda Hopper - Vida Phillimore
- George Howell - Judge Philip Phillimore
- Lionel Pape - Sir Wilfrid Darby
- Margaret Linden - Caroline Dwight
- Edwards Davis - Matthew Phillimore
- Harry Hocky - Tim Fiddler
- Nina Herbert - Mrs. Fiddler
- Emily Fitzroy - Grace Phillimore
- Julia Hurley - Mrs. Phillimore
- Marie Burke - Miss Heneage
- Robert Vivian - Brooks
- Edgar Norton - Thomas
- George Stevens